# Ian McLeod
Ian McLeod (Falkirk, 3 oktober 1980) is een, in Schotland geboren, Zuid-Afrikaans voormalig wielrenner.

## Belangrijkste overwinningen
2004
- 5e etappe Tour de la Manche
- GP de Lys lez Lannoy

2008
- Zuid-Afrikaans kampioen op de weg, Elite

2009
- Afrikaans kampioen op de weg, Elite
- Afrikaans kampioen ploegentijdrit, Elite

2010
- Bergklassement Ronde van Gabon
- Eindklassement UCI Africa Tour

## Grote rondes
| Jaar | Ronde van Italië | Ronde van Frankrijk | Ronde van Spanje |
| ---- | ---------------- | ------------------- | ---------------- |
| 2005 |                  |                     | 108e             |
| 2006 |                  |                     | 99e              |
| 2007 | opgave           |                     | opgave           |